# Sharon Wilkins
Sharon Wilkins é uma actriz americana. Wilkins vem de Newburgh, Nova Iorque e vive no Upper West Side de Manhattan. Ela teve uma série de papéis na Broadway e no cinema e faz alguns trabalhos comerciais. Ela está aparecendo na Digressão Nacional de Xanadu The Musical. Apareceu em três musicais da Broadway, em primeiro lugar The Life em 1997, seguido por Seussical em 2000 e All Shook Up em 2005. Desde 2005 ela tem se concentrado principalmente na televisão e trabalho no cinema aparecendo em shows como Law & Order: Special Victims Unit, 30 Rock e Rescue Me e filmes como National Treasure (2004) e We Own the Night (2007).
Ela é ativa na Broadway Cares/Fights AIDS.

## Filmografia
- 2002:  "Two Weeks Notice, " como Polly St. Clair
- 2003: Bad Boys II como uma Mulher Negra na loja Phat audio / video electronics
- 2004: I, Robot como uma Mulher Negra com asma
- 2009: Did You Hear About the Morgans?
- 2011: Win Win como Juíza Lee